# Фейргоуп (Алабама)
Фейргоуп (англ. Fairhope) — місто (англ. city) в США, в окрузі Болдвін штату Алабама. Населення — 22 477 осіб (2020).

## Історія
Фейргоуп був заснований групою колоністів, прихильників економічної теорії Генрі Джорджа, який виступав за скасування всіх податків, крім єдиного земельного податку. Згідно з легендою, один із групи сказав, що нова колонія має справедливу надію (англ. Fair hope) на успіх, тому поселення назвали «Фейргоуп».
Як місто Фейргоуп було зареєстровано в 1908 році, коли мало близько 500 жителів. У 1930 році місто стало доглядачем головного активу Фейргоупа: пляжного парку, який розкинувся на кручі, що простягається над пляжем.
Фейргоуп завжди був курортом. Туристи приїжджали на відпочинок в невелику бухту, де на кручі над пляжем розташовані котеджі і готелі.
Протягом багатьох років художники, письменники, й інші творчі люди знаходили у Фейргоупі надихаючий притулок для їх роботи.
Мер Тім Кант, обраний в серпні 2000 року після виходу на пенсію, служив в місті з 1983 року, спочатку як міський садівник, а пізніше був керуючим громадськими роботами. Він пообіцяв захистити незайману красу міста та зберегти високу якість життя для 16 тисяч жителів міста.

## Географія
Фейргоуп розташований за координатами 30°31′19″ пн. ш. 87°52′56″ зх. д. / 30.52194° пн. ш. 87.88222° зх. д. (30.521914, -87.882336).  За даними Бюро перепису населення США в 2010 році місто мало площу 31,27 км², з яких 31,22 км² — суходіл та 0,05 км² — водойми. В 2017 році площа становила 36,11 км², з яких 36,05 км² — суходіл та 0,06 км² — водойми.

### Клімат
| Клімат : Фейргоуп       | Клімат : Фейргоуп | Клімат : Фейргоуп | Клімат : Фейргоуп | Клімат : Фейргоуп | Клімат : Фейргоуп | Клімат : Фейргоуп | Клімат : Фейргоуп | Клімат : Фейргоуп | Клімат : Фейргоуп | Клімат : Фейргоуп | Клімат : Фейргоуп | Клімат : Фейргоуп | Клімат : Фейргоуп |
| Показник                | Січ.              | Лют.              | Бер.              | Квіт.             | Трав.             | Черв.             | Лип.              | Серп.             | Вер.              | Жовт.             | Лист.             | Груд.             | Рік               |
| Абсолютний максимум, °C | 29,4              | 31,1              | 31,1              | 36,1              | 36,7              | 39,4              | 40,6              | 39,4              | 40,6              | 36,1              | 34,4              | 31,7              | 40,6              |
| Середній максимум, °C   | 16,3              | 18,2              | 21,8              | 25,3              | 29,3              | 31,8              | 32,8              | 32,8              | 31,1              | 26,7              | 22,0              | 17,6              | 25,5              |
| Середня температура, °C | 10,2              | 12,1              | 15,6              | 19,1              | 23,4              | 26,6              | 27,7              | 27,6              | 25,4              | 20,4              | 15,7              | 11,5              | 19,6              |
| Середній мінімум, °C    | 4,2               | 5,9               | 9,3               | 12,8              | 17,6              | 21,4              | 22,6              | 22,4              | 19,8              | 14,1              | 9,3               | 5,4               | 13,7              |
| Абсолютний мінімум, °C  | −15               | −12,2             | −7,2              | −1,7              | −1,7              | 11,1              | 14,4              | 15,6              | 5,0               | 0,0               | −6,1              | −13,3             | −15               |
| Норма опадів, мм        | 143               | 141               | 146               | 113               | 125               | 168               | 204               | 183               | 151               | 108               | 126               | 116               | 1724              |
| Днів з опадами          | 10,3              | 9,6               | 8,6               | 6,7               | 7,4               | 11,9              | 14,0              | 14,3              | 10,5              | 7,0               | 8,0               | 9,7               | 118,0             |
| ----------------------- | ----------------- | ----------------- | ----------------- | ----------------- | ----------------- | ----------------- | ----------------- | ----------------- | ----------------- | ----------------- | ----------------- | ----------------- | ----------------- |
| Джерело: NOAA           |                   |                   |                   |                   |                   |                   |                   |                   |                   |                   |                   |                   |                   |

## Демографія
Згідно з переписом 2010 року, у місті мешкало 15 326 осіб у 6732 домогосподарствах у складі 4395 родин. Густота населення становила 490 осіб/км².  Було 7659 помешкань (245/км²).
Расовий склад населення:
| - 91,1 % — білих - 6,2 % — чорних або афроамериканців - 0,7 % — азіатів - 0,2 % — корінних американців |

До двох чи більше рас належало 0,8 %. Частка іспаномовних становила 2,8 % від усіх жителів.
За віковим діапазоном населення розподілялося таким чином: 22,4 % — особи молодші 18 років, 53,9 % — особи у віці 18—64 років, 23,7 % — особи у віці 65 років та старші. Медіана віку мешканця становила 46,5 року. На 100 осіб жіночої статі у місті припадало 86,4 чоловіків;  на 100 жінок у віці від 18 років та старших — 81,7 чоловіків також старших 18 років.
Середній дохід на одне домашнє господарство  становив 91 765 доларів США (медіана — 61 489), а середній дохід на одну сім'ю — 107 709 доларів (медіана — 82 934). Медіана доходів становила 61 982 долари для чоловіків та 42 509 доларів для жінок. За межею бідності перебувало 11,2 % осіб, у тому числі 15,9 % дітей у віці до 18 років та 4,8 % осіб у віці 65 років та старших.
Цивільне працевлаштоване населення становило 6866 осіб. Основні галузі зайнятості: освіта, охорона здоров'я та соціальна допомога — 27,4 %, науковці, спеціалісти, менеджери — 13,6 %, мистецтво, розваги та відпочинок — 13,4 %.